# Реджелло
Реджелло (итал. Reggello) — коммуна в Италии, располагается в регионе Тоскана, в провинции Флоренция.
Население составляет 15274 человека (2008 г.), плотность населения составляет 128 чел./км². Занимает площадь 121 км². Почтовый индекс — 50066. Телефонный код — 055.
Покровителем коммуны почитается святой апостол Иаков Старший, празднование 25 июля.

## Демография
Динамика населения:

## Администрация коммуны
- Официальный сайт: http://www.comune.reggello.fi.it/

## Достопримечательности
- Бенедиктинское аббатство Валломброза.